# Radnice ve Voticích
Stará radnice ve Voticích v okrese Benešov je v jádru barokní budova, později výrazně upravovaná. Stojí na jižní straně Komenského náměstí jako čp. 177 vedle moderní budovy městského úřadu, postavené v roce 1993. Stará radnice je chráněná jako kulturní památka České republiky.

## Historie
Původní radnice postavená v době renesance stávala v místech, kde dnes stojí dům čp. 156, a vyhořela v roce 1616. Stavba současné staré radnice byla zahájena před rokem 1551, ještě před dokončením však vyhořela a poté znovu v letech 1693, 1746 a 1825. Mezi lety 1746 a 1825 to byla stavba s dvojdílnou mansardovou střechou a věžičkou se zvonkem s dvěma průčelními. V letech 1815–1816 se v budově i vyučovalo, protože stará škola byla zbořena.
Po požáru v roce 1825 byla přestavba budovy vzhledem k finanční situaci městské pokladny zahájena až v roce 1830 za purkmistra Augustina Haberstreitra, dokončena byla v roce 1838. Uvádí se, že peníze byly získány tak, že místní učitel měl za povinnost natahovat věžní hodiny a zvonit na ně. Oboje považoval za nedůstojné svého úřadu a raději se vzdal ve prospěch obce svého pole, aby se zbavil povinnosti zvonit. Obec prodejem pole a obecní pastoušky získala peníze na stavbu radnice. Tehdy součástí radnice byla i šatlava s mučírnou a v přízemí šenkovna.
Od roku 1850 byly Votice místem soudního okresu, v budově radnice byl v patře umístěn okresní soud, v přízemí berní úřad. V přízemí byl rovněž byt městského strážníka a městská váha.
Na klenbě zasedací místnosti býval letopočet 1854 udávající jednu z mnoha úprav radnice. K zásadní přestavbě budovy došlo v letech 1966-1967. Místo váhy byl do budovy umístěn rozhlas po drátě, v druhé část přízemí byl umístěn obchod.
Při poslední úpravě v roce 1995 budova získala novou střechu, novou fasádu a nové měděné žlaby. Na špičku věže byla vrácena směrovka větru, makovice byla pozlacena. Do kužele pod makovicí byla vložena v měděném pouzdru pamětní listina podepsaná starostou Václavem Divišem, tajemníkem Jiřím Voborou a kronikářem Pavlem Pavlovským. Listina je svědectvím doby, je v ní také uvedeno, kdo byl v té době prezidentem a předsedou vlády, kolik mělo město obyvatel a domů.

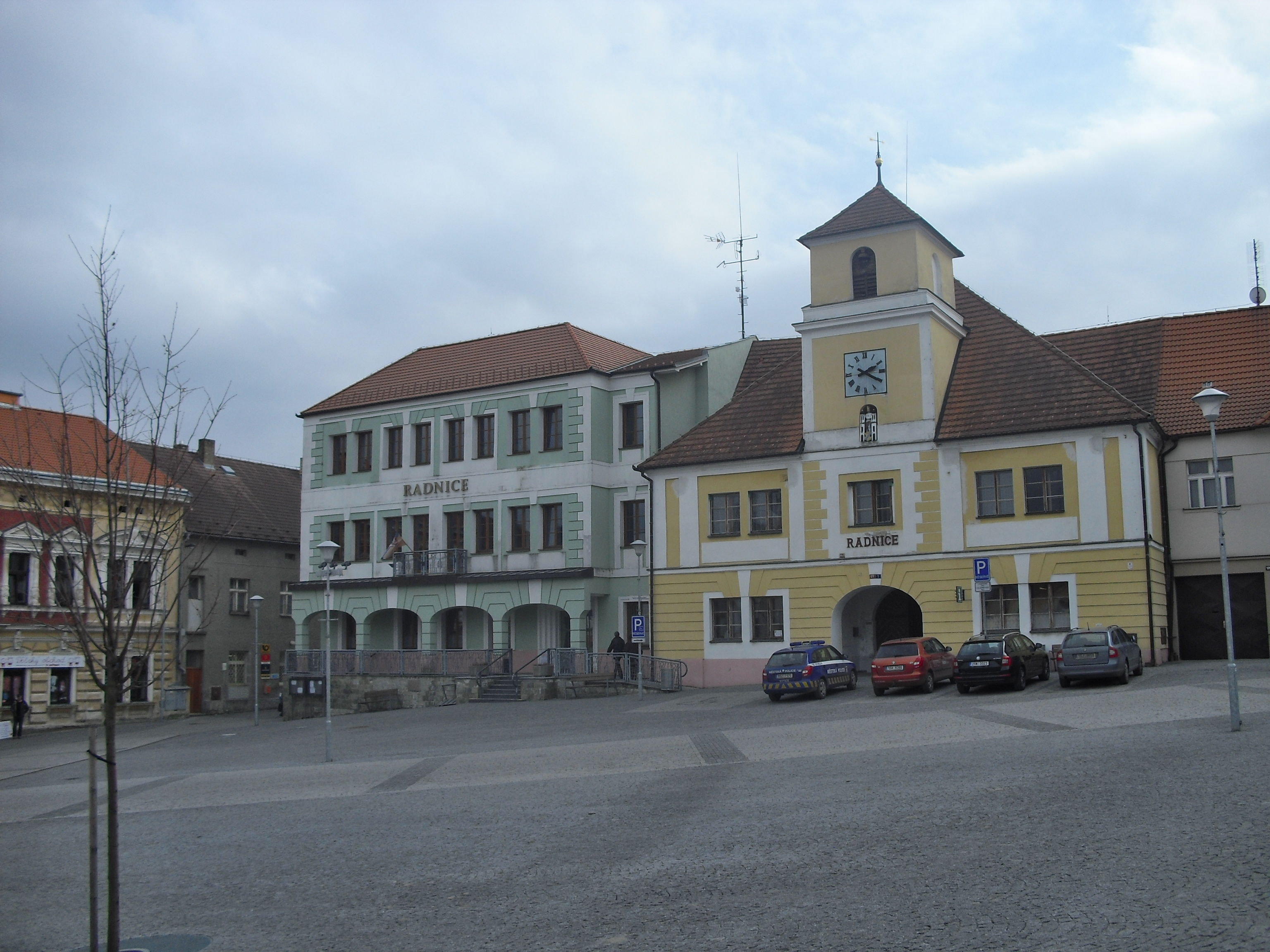
Stará a nová budova radnice

## Architektura
Budova radnice ve stěžejní pozici náměstí je původně barokní stavba, výrazně upravená nejen v 19. století, ale i pozdějšími novodobými adaptacemi. Je to jednoduchá budova s lehce hloubkově orientovaným půdorysem, k západnímu traktu je připojeno úzké obdélné křídlo. V hlavním průčelí je v ose hranolová věž s věžními hodinami a městským znakem od votického řezbáře Jindřicha Řezníčka z roku 1934.
Radniční průjezd je opatřen klenebními pásy a klenbami. Na konci průjezdu je vpravo schodiště do patra.
Severní křídlo radnice vyčnívá z fronty náměstí, protože původně u radnice bylo podloubí. Průčelí je tříosé, první a třetí osa má sdružená okna. Věž nad vstupem je čtyřhranná v prvním patře pod jednoduchým oknem je vyveden nápis RADNICE.
Přízemí je děleno do tří traktů, uprostřed nichž je umístěn široký průjezd. Budova byla zásadně novodobě adaptována. 1. patro bylo výrazně pozměněno vybouráním příček, čímž vznikla velká zasedací místnost. Současně byla zbořena zadní část radnice.
Přízemí s původním členění zůstalo i po posledních úpravách v zásadě zachováno. Druhé patro na úrovní střechy má ciferník hodin, třetí patro je doplněno dvojitou římsou s půlkruhovým oknem. Zdivo je kamenné, místy smíšené, valbová střecha je pokrytá pálenými taškami.

## Výzdoba
V zasedací síni je umístěn votivní obraz sv. Václava a sv. Floriána z roku 1765, původně radniční, dnes ve vlastnictví Muzea Podblanicka ve Vlašimi. V dolní části obrazu jsou vyobrazeny Votice doby vzniku obrazu s radnicí, solnicí, klášterem, kostelem, náměstím s domy, Božím hrobem a šibenicí za městem. Na zadní straně obrazu je nápis: „Tento obraz je udělaný nákladem Pí Barbory Tronovy, měšťanky města Votic dne 9. máje Léta Páně 1765“.